# Inge Lehmann
Inge Lehmann (Østerbro, Copenhague, 13 de maio de 1888 — Copenhague, 21 de fevereiro de 1993) foi uma geofísica e sismologista dinamarquesa, que descobriu a consistência do núcleo do planeta Terra. 
Através da análise de dados sísmicos, ela afirmou que o centro da Terra não era constituído apenas de material fundido como se acreditava até então, e que um núcleo interior não só existia como este possuía propriedades físicas diferentes das do núcleo externo. Esta afirmação foi logo aceita pelos sismologistas da época, já que na época não havia uma hipótese do porque que as ondas P criadas por terremotos, diminuíam sua aceleração quando alcançavam determinadas áreas do centro da Terra.

## Biografia
Inge Lehmann nasceu e cresceu em Østerbro, uma área de Copenhague, filha do psicólogo experimental Alfred Georg Ludvik Lehmann (1858-1921). Ela frequentou a escola pedagógico-progressiva maior liderada por Hanna Adler, uma tia de Niels Bohr. De acordo com Lehmann, seu pai e Adler eram as duas influências mais significativas sobre seu desenvolvimento intelectual. Depois de terminar a escola, ela estudou, com algumas interrupções devido à sua saúde precária, a matemática nas Universidades de Copenhague e Cambridge. Depois de alguns anos de trabalho no seguro tornou-se assistente do geodésico Niels Erik Nørlund, que atribuiu-lhe a tarefa de criação de observatórios sismológicos na Dinamarca e Groenlândia. O início de seu interesse em sismologia remonta a esse período. Em 1928 ela passou no exame de geodésia aceitar a sua posição como uma geodésica de Estado e chefe do departamento de sismologia Instituto Geodésico da Dinamarca, dirigido por Nørlund.
Em 1936, publicou o trabalho científico que a destacaria, mais tarde, na história da geofísica: P' (P-prime), que mostra que foi a primeira a interpretar a chegada das ondas P que inexplicavelmente aparecem no espectro das ondas P no núcleo da Terra como reflexões provocadas por um núcleo interior, sugerindo a existência de uma, até então desconhecida, descontinuidade na estrutura sísmica da Terra, correspondente a uma região que dividiria o núcleo terrestre em duas partes distintas: uma interna e outra externa. Àquela superfície atribuiu-se o nome da cientista, embora também ficasse conhecida por Descontinuidade de Wiechert/Lehmann. Esta interpretação foi aprovada no prazo de dois a três anos por outros sismólogos importantes, como Beno Gutenberg, Charles Richter e Harold Jeffreys. A Segunda Guerra Mundial e a ocupação da Dinamarca pelas forças armadas alemãs impediu a realização do trabalho de Lehmann e seus importantes contatos internacionais nos anos seguintes.
Nos últimos anos, até sua aposentadoria em 1953, as relações entre ela e os outros membros do Instituto Geodésico deteriorou-se, em parte, provavelmente porque ela tinha pouca paciência com os colegas menos competentes. Depois de 1953, Inge Lehmann foi para o Estados Unidos, onde passou vários anos trabalhando com Maurice Ewing e Frank Press sobre as investigações da crosta e o manto superior da Terra. Durante este trabalho, ela descobriu outra descontinuidade sísmica que está a uma profundidade que varia entre cerca de 190 a 250 km e é normalmente referido como "descontinuidade Lehmann", em homenagem à sua descobridora. Francis Birch observou que a "descontinuidade Lehmann foi descoberta através de uma análise cuidadosa e minuciosa dos registros sísmicos, sem qualquer contribuição de informatização ... ".

## Prêmios e honras
Posteriormente, desenvolveu e aperfeiçoou os seus estudos sobre a constituição interna do planeta, tornando-se, entre os seus pares, uma autoridade sobre o assunto; ocupou cargos como os de presidente da European Seismological Federation e da Danish Geophysical Society, e o de vice-presidente da International Association of Seismology and Physics of the Earth's Interior; e recebeu vários galardões pela sua contribuição para o conhecimento da estrutura terrestre.
Ela recebeu muitas honrarias por suas realizações científicas significativas, incluindo a medalha Emil Wiechert (1964), a Medalha de Ouro da Royal Society Dinamarquês de Ciências e Letras (1965), o Tagea Brandt Rejselegat (1938 e 1967), a eleição como membro da Royal Society (1969), a medalha de William Bowie (1971, como a primeira mulher), e a Medalha da Sociedade Sismológica Americana (1977). Além disso, eles foram agraciados com doutoramentos honoris causa da Universidade de Columbia, Nova York, em 1964 e da Universidade de Copenhague, em 1968, bem como tornou-se membro de honra de diferentes associações. O asteroide foi nomeado 5632 Ingelehmann em sua honra; pela mesma razão, um lugar na US Route 1 e uma ponte em Aventura, tanto na Florida, ter o seu nome.
Em 1997 a American Geophysical Union baseia Inge Medalha de Lehmann em honra de "notáveis contribuições feitas para a compreensão da estrutura, composição e dinâmica do manto e o núcleo da Terra".
Em 13 de maio de 2015, o motor de buscas Google fez um doodle em homenagem aos 127 anos de seu nascimento.

## Principal publicação
- Lehmann, Inge (1936). «P'». Publications du Bureau Central Séismologique International. A14 (3): 87–115